# Carlos Felipe Mejía
Carlos Felipe Mejía Mejía (Manizales, 29 de octubre de 1962) es un político colombiano, fue senador de la República por el partido Centro Democrático y es agrónomo con Maestría en Gobierno y Gestión Pública.

## Biografía
Nació en Manizales en 1962, creció en medio de cafetales que era la actividad de su entorno familiar. Hizo su primaria en la escuela rural cercana a la finca de sus abuelos y el bachillerato en el colegio San Luis Gonzaga de Manizales.
En diciembre de 1983 culminó sus estudios superiores de Agronomía en la Escuela Agrícola Panamericana, Universidad Zamorano en Tegucigalpa. Estuvo vinculado por muchos años al sector agrícola administrando empresas familiares. Al incursionar en la vida política nunca se desligó del sector agropecuario.
En marzo de 2020 culminó sus estudios de Maestría en Gobierno y Gestión Pública en América Latina en la Universidad Pompeu Fabra de Barcelona, España.
Incursionó en el año 2000 en la vida política participando como líder cívico en el departamento de Caldas, por dos razones primordiales: la consolidación de nuevos liderazgos en el departamento, conformando una nueva organización política que se alejara de las prácticas tradicionales que durante décadas controlaron la política en la región, y la necesidad de recuperar la seguridad y la tranquilidad perdida en el país, por el asedio de grupos guerrilleros y paramilitares que con las mafias del narcotráfico sembraron el terror a lo largo y ancho de la nación.
En el año 2002 hizo equipo con dirigentes caldenses de grandes logros en el escenario nacional como Adriana Gutiérrez, Oscar Iván Zuluaga y Luis Alfonso Hoyos. Crean el movimiento Democracia Viva con base en los 100 puntos del Manifiesto Democrático del entonces candidato a la presidencia Álvaro Uribe Vélez. Es nombrado Secretario General de esta organización política.

## Acción Social
La FAO y la Agencia Presidencial para la Acción Social y la Cooperación Internacional lo nombran en 2005 Director del Programa de Seguridad Alimentaria Urbana para Colombia. Lideró el equipo que formuló la política pública de Seguridad Alimentaria para el país e implementó los primeros proyectos piloto: Ciudad Bolívar (Bogotá); Distrito de Aguablanca (Cali); El Pozón y Nelson Mandela (Cartagena); Comuna Ciudadela del Norte (Manizales).

## Asamblea de Caldas
Fue elegido diputado de la Asamblea Departamental de Caldas en el período 2007-2010, escenario desde el cual promovió y defendió las políticas públicas del gobierno de Álvaro Uribe que beneficiaban a las comunidades de la región. Desde aquí empieza su trabajo por hacer realidad el proyecto Aeropuerto del Café. En un debate de control político en la Asamblea, pudo demostrar que el famoso Crédito FAD del Gobierno Español tenía serias irregularidades en contrataciones y estudios de suelos.

## Centro Democrático
Participa activamente en la fundación del Partido Centro Democrático que lidera el expresidente Álvaro Uribe Vélez, basado en 5 pilares fundamentales: Seguridad Democrática, Confianza Inversionista, Cohesión Social, Diálogo Popular, Estado Austero y Transparente.

## Senado de la República

### 2014 - 2018
Es elegido Senador de la República en el año 2014, miembro de las comisiones IV y V y de la Comisión de Ética. Se ha destacado por ser un férreo opositor al gobierno Santos y a los Acuerdos de La Habana, con la exguerrilla de las FARC. Sus posiciones contra la corrupción, la ausencia de justicia, el narcotráfico, la inseguridad, el maltrato infantil y el aborto, los supuestos sesgos ideológicos en la educación, el peligro del socialismo del siglo XXI y el Foro de Sao Paulo han marcado su agenda en el Congreso de la República. Es sin duda uno de los mayores defensores de las ideas del partido Centro Democrático y de su líder el expresidente Álvaro Uribe Vélez.
Es el autor de la Ley de la República "Pro estampillas universitarias" para las universidades públicas: Nacional sede Manizales, Universidad de Caldas y Tecnológica de Pereira. Es autor del artículo del Plan de Desarrollo de los costos presuntos de la caficultura y a través de debate de control político llevó la caficultura al centro del debate en el legislativo. Fue también coautor de 50 Proyectos de Ley en este periodo, algunos de ellos: Inhabilidades e incompatibilidades de los congresistas, Reforestación de cuencas hidrográficas, Reducción del tamaño del Congreso.
Fue elegido miembro de la primera Dirección Nacional del Partido Centro Democrático. Se caracterizó en este período y en el posterior, por ser el Congresista más disciplinado de Colombia, ha asistido a todas las sesiones de Plenaria y Comisiones desde el momento de la citación y hasta que finalizan.  

### 2018 - 2022
En el año 2018 es reelegido Senador de la República, miembro y Presidente de la Comisión V, pertenece a la Comisión de Ética, Comisión Provida, Comisión Accidental de Lucha Contra el Narcotráfico, Comisión Accidental de la Caficultura. Participó activa y decididamente en la elección del Presidente Iván Duque y actualmente promueve y defiende su obra de gobierno. 
Es coautor de la "Ley del árbol" un ambicioso programa de restauración de ecosistemas a través de la siembra masiva de árboles, despertando conciencia ambiental. Es autor del proyecto de ley de vías terciarias, autor del proyecto de ley para mejorar las condiciones laborales del talento humano en salud, autor del proyecto de ley de inhabilidades en el ejecutivo. Es también coautor de 71 proyectos de Ley. Ha propuesto que a los congresistas les paguen por hora de asistencia, acompañó el proyecto de su partido para congelar el salario de los congresistas, ante la imposibilidad de sacar una propuesta en este sentido, donó su aumento salarial de 2020 a la Fundación de la Sagrada Familia de la ciudad de Manizales.
En este periodo como Senador se dio a la tarea de hacer realidad el proyecto del aeropuerto del café , promesa del Presidente Iván Duque en campaña. Lideró todo el proceso y fue autor del artículo del Plan Nacional de Desarrollo que crea el Patrimonio Autónomo para la construcción del mismo. Su persistencia por esta obra llevaron a que el presidente Duque lo reconociera como “El Senador Aerocafé”. En marzo de 2021, el proyecto tenía el cierre financiero de $530.000 millones, el Confis y el Conpes que garantizan que a finales de 2023 el Aeropuerto del Café inicie operaciones.

## Presidencia de la Comisión V del Senado
Como Presidente de la Comisión V para el período 2019 - 2020 promovió los siguientes debates de control político: 
- Presentación de las conclusiones y recomendaciones emitidas por la comisión de expertos, respecto a la utilización del fracking en la exploración de hidrocarburos en yacimientos no convencionales.
- Informe sobre las medidas de contingencia que se han tomado por parte del gobierno nacional ante la grave situación ambiental de la Amazonía y otras regiones del país.
- Informe sobre el Plan de Manejo de los Parques Nacionales Naturales Tayrona y Sierra Nevada de Santa Marta.
- Debate sobre algunas inquietudes de pequeñas y medianas industrias especialmente del sector textil y de calzado, tras la emergencia del COVID-19 en Colombia.
- Decisiones tomadas frente al Covid-19 en participación ambiental.
- División en dos empresas y el proceso de venta de Electricaribe.
- Minería y en especial la problemática de los pequeños mineros.
- Crisis que están atravesando los músicos tradicionales a nivel nacional, en especial los del departamento del Cesar y la Guajira tras la emergencia del Covid-19.
- Proyecto de Ley de Regalías.
- Crisis y Política de Seguridad Alimentaria en el marco de la Pandemia del Covid-19.
- Altos costos de las tarifas de energía y servicios públicos.
- Caída de los precios del petróleo y crisis del sector de hidrocarburos en medio de la emergencia económica decretada por el Covid-19.
- Implementación del Catastro Multipropósito.
- Desarrollo de la Agroindustria en la Altillanura colombiana.
- La plaga HLB y la protección fitosanitaria del café importado.
- La cosecha cafetera y coyuntura de precios.
- Alivios financieros y créditos para el sector agro.